# Rifugio Granero
Das Rifugio Battaglione Alpini Monte Granero (2377 m s.l.m.), öfter Rifugio Granero genannt, ist eine bewirtschaftete Schutzhütte in den Cottischen Alpen der norditalienischen Metropolitanstadt Turin/Region Piemont. Die 1928 errichtete und 2005 vollständig renovierte Schutzhütte des CAI-UGET befindet sich im zur Gemeinde Bobbio Pellice gehörenden Hochtal Conca del Pra.

## Übergänge
- Über den Blauen Weg der Via Alpina zum Rifugio Willy Jervis,
- zum Refuge du Viso, 2460 m und
- im Rahmen des Giro del Monviso durch den Buco di Viso, den ältesten Tunnel der Alpen, nach Pian del Re und zum Rifugio Vitale Giacoletti, 2741 m.

## Gipfelbesteigungen
- Monte Granero, 3170 m
- Monte Meidassa, 3105 m